# タイトル作戦
タイトル作戦 (Operation Title) は1942年10月に実行されたドイツ戦艦「ティルピッツ」攻撃作戦。チャリオットによる攻撃を企図したもので、漁船でチャリオットを運んで「ティルピッツ」の停泊するノルウェーフィヨルド内に入り、それから攻撃を行うというものであった。フィヨルドへの侵入には成功したものの、フィヨルド内で船底に繋いであったチャリオットが失われてしまい、作戦は失敗に終わった。

## 作戦立案
1942年6月に潜水艦隊司令長官は「ティルピッツ」攻撃に関して英海軍特別作戦本部に協力を求め、チャリオットを漁船で運んで「ティルピッツ」を攻撃する作戦が立案された。チャリオットを運ぶのには「アーサー」という船が選ばれた。同船は泥炭を運ぶ船を装うこととなった。イギリス人はチャリオットの搭乗員など6人が乗り組むこととなり、「アーサー」乗員はノルウェー人であった。「アーサー」を指揮するのはノルウェーのレイフ・ラーセンであった。搭載チャリオットは2基で、甲板上に隠して運んだあとフィヨルドへ入る前に「アーサー」の船体下に固定されることとなっていた。攻撃後はスウェーデンを経てイギリスへ戻る計画であった。
作戦前には戦艦「ロドニー」を目標として訓練が実施された。この時は「ロドニー」側に気づかれることなく爆薬の設置に成功している。

## 作戦発動
1942年10月に作戦準備は完了し、「ティルピッツ」がトロンハイムに戻るのを待って作戦発動となった。10月26日、「アーサー」はシェトランド諸島のラナを出港。10月28日にエード島沖に着き、チャリオットに魚雷頭をつける作業を開始したが、ドイツ機の出現もあったりで作業は遅延し、結局翌日作業再開となった。10月30日、チャリオットの「アーサー」の船体下への固定は終えたが、今度はエンジントラブルが発生。どうにかヒートラ島の漁村ヘストヴィクまでたどり着き、ノルウェー人の助けを受けて修理を行った。10月31日、「アーサー」はフィヨルド入口へ向かい、そこで臨検を受けたが無事にやり過ごせた。この後、ドイツ軍艦が近くを通過して「アーサー」は大きく揺れた時、もしくはトロンハイムに近づき攻撃の準備に取り掛かっている際に大波を受けた時にラーセンはチャリオットが外れたと感じた。「アーサー」はタウトラ島まで行き、チャリオットの搭乗員のひとりであるエバンス一等水兵がチャリオットが失われていることを確認した。乗っていた者たちは陸に上がり、「アーサー」は沈められた。なお、「アーサー」はドイツ軍によって修理され、戦後元の持ち主の元に戻っている。
ラーセン以下10名は2隊に分かれ、両隊ともフィンランドにたどり着いたが、エバンスは負傷して捕虜となりその後処刑された。